# آتشاركوت
آتشاركوت (بالإنجليزية: Acharkut)‏ هي municipality of Armenia تقع في أرمينيا في محافظة تاووش. يقدر عدد سكانها بـ 196 نسمة .